# Sto gramm dlja chrabrosti...
Sto gramm dlja chrabrosti... («Сто грамм» для храбрости…) è un film del 1976 diretto da Boris Bušmelёv, Anatolij Markelov e Georgij Borisovič Ščukin.

## Trama
Tre racconti: il primo parla di un cittadino esemplare che ha incontrato un ubriacone incallito mentre andava al lavoro, il secondo parla di un incidente in una vacanza accaduto a causa dell'alcol, e nel terzo, un uomo timido decide di bere un "cento grammi" per coraggio prima del primo appuntamento.